# Wolf (2022)
Wolf is een Nederlandse natuurfilm over wolven die in de bioscoop uitkwam in september 2022.
De film volgt het leven van wolven in Duitsland en het dichtbevolkte Nederland. Het verhaal in de film volgt het levenspad van wolf "Scout". Om een dergelijke natuurfilm te maken waren opnames op verschillende locaties nodig, met verschillende wolven in de rol van "Scout" als pup en volwassen wolf.
Aan de film is vijf jaar gewerkt, met zo'n 1000 draaidagen. Er is gestart in 2017, op een moment dat de diersoort zich nog niet had gevestigd in Nederland.
Op 1 maart 2023 was de première van de Vlaamse versie van Wolf in België. Deze versie is ingesproken door bioloog-journalist Dirk Draulans.